# Парра, Ибан
Ибан Парра Лопес (исп. Ibán Parra López; 18 октября 1977, Льейда, Испания) — испанский футболист, игравший на позиции нападающего. Выступал за ряд клубов из низших дивизионов Испании, а также за финский «Тампере Юнайтед» и итальянский «Скио».

## Биография
Начал карьеру футболиста в испанской команде «Фрага». В 1999 году стал игроком финской команды «Тампере Юнайтед», которая впервые принимала участие в лиге Юккёнен (второй по силе дивизион Финляндии). Вместе с командой стал победителем турнира, что позволило «Тампере» в следующем сезоне выступать в чемпионате Финляндии. Затем, Парра некоторое время играл за итальянский «Скио» в одной из низших лиг страны. В июне 2000 года Ибан вернулся в «Тампере Юнайтед». Всего в Вейккауслииге он принял участие в 15 играх и забил 3 гола.
В 2001 году Ибан Парра вернулся на родину и стал игроком «Алькарраса», где провёл следующие два года. С 2003 года по 2008 год являлся нападающим клуба «Балагер». В сезоне 2008/09 Ибан был основным игроком «Лериды» в Сегунде B (третьем по значимости дивизионе Испании), он сыграл в 37 матчах и забил 4 гола. Затем вновь играл за «Балагер», а также в «Рапитенсе» и «Торрефорте».
В июле 2014 года стал игроком андоррской команды «Санта-Колома». Парра принял участие в 4 матчах еврокубков. В первом квалификационном раунде Лиги чемпионов «Санта-Колома» одолела армянский «Бананц» (1:0 и 2:3) и впервые в своей истории прошла в следующий раунд еврокубков. Во втором раунде команда играла против «Маккаби» из Тель-Авива. По сумме двух матчей израильтяне одержали победу (3:0). После окончания еврокубковых игр Ибан вернулся в «Балагер».
Летом 2015 года вновь оказался в «Санта-Коломе». Сыграл в двухматчевом противостоянии в первом квалификационном раунде Лиги чемпионом против гибралтарского «Линкольна». По итогам которого, андоррцы уступили (1:2). Вместе с командой Парра завоевал Суперкубок Андорры 2015, обыграв «Сан-Жулию» в серии пенальти (1:1 основное время и 5:4 по пенальти). Ибан забил один из одиннадцатиметровых. 27 сентября 2015 года испанец дебютировал в чемпионате Андорры в матче местного дерби против «Унио Эспортива Санта-Колома». Парра отыграл всю игру, а «Санта-Колома» одержала победу (2:0).

## Достижения
- Чемпион Андорры (1): 2016/17
- Победитель Юккёнен (1): 1999
- Обладатель Суперкубка Андорры (1): 2015